# 朱祐樒
崇靖王朱祐樒（1482年—1511年），是簡王朱見澤嫡第二子，母亲是继妃李氏，明朝第二代崇王。朱祐樒於正德三年（1508年）襲封崇王。他在位三年，在正德六年（1511年）過世，諡號靖，三年後由其子朱厚燿嗣位。嫡次子怀安王朱厚熑。